# Oxychilus jugoslavica
Oxychilus jugoslavica is een slakkensoort uit de familie van de Oxychilidae. De wetenschappelijke naam van de soort is voor het eerst geldig gepubliceerd in 1939 door Urbanski.